# Satélite interior
En astronomía, una luna interior o un satélite natural interior es un satélite natural que sigue una órbita progresiva de baja inclinación hacia adentro de los satélites grandes del planeta padre. En general, se cree que se formaron in situ al mismo tiempo que la coalescencia del planeta original. Las lunas de Neptuno son una excepción, ya que probablemente son reagregados de las piezas de los cuerpos originales, que se rompieron después de la captura de Tritón. Los satélites internos se distinguen de otros satélites regulares por su proximidad al planeta padre, sus cortos períodos orbitales (generalmente en un día), su baja masa, tamaño pequeño y formas irregulares.

## Descubrimiento
Actualmente se conocen treinta satélites internos, que se encuentran en órbita alrededor de los cuatro planetas gigantes (Júpiter, Saturno, Urano y Neptuno). Debido a su pequeño tamaño y al resplandor del planeta cercano, pueden ser muy difíciles de observar desde la Tierra. Algunos, como Pan y Dafne en Saturno, solo han sido observados por naves espaciales.
El primer satélite interior que se observó fue el Amalthea, descubierto por E. E. Barnard En 1892. Luego fueron las lunas de Saturno Epimeteo y Jano observados en 1966. Estas dos lunas comparten la misma órbita, y la confusión resultante sobre su estado no se resolvió hasta el sobrevuelo de la Voyager 1 en 1980. La nave espacial Voyager 1 y Voyager 2 descubrieron la mayoría de los satélites interiores restantes durante sus sobrevuelos de Júpiter (1979). Saturno (1980), Urano (1986) y Neptuno (1989).
Los descubrimientos más recientes han sido dos lunas de Urano (Mab y Cupido), encontradas utilizando el Telescopio Espacial Hubble en 2003, y Dafne fue encontrado orbitando Saturno por la nave espacial Cassini en 2005.

## Órbitas
Todos los satélites interiores siguen órbitas casi circulares y progresivas. La excentricidad media es 0.0012, mientras que el satélite interno más excéntrico es Tebe con e = 0.0177. Su inclinación hacia los planos ecuatoriales de sus planetas también es muy baja. Todos menos uno tienen inclinaciones por debajo de un grado, la mediana es 0.1°. Naiad, la luna más cercana a Neptuno, es la excepción, ya que se inclina a 4.75° hacia el ecuador de Neptuno.
Los satélites más internos orbitan dentro de los anillos planetarios, bien dentro del límite de Roche, y solo la fuerza interna y la fricción de sus materiales evitan que se desgarren por las fuerzas de las mareas. Esto significa que, si se colocara un guijarro en la parte del satélite más alejada del planeta, la fuerza de la marea hacia afuera es más fuerte que la del planeta de gravedad del satélite, por lo que el guijarro caería hacia arriba. Es por esto que las fotos de estos satélites muestran que están completamente limpios de guijarros, polvo y rocas.
Los casos más extremos son la luna Pan de Saturno, que orbita dentro de los anillos a solo el 70% de su límite de Roche fluido, así como la Luna de Neptuno, Naiad. La densidad de Naiad es desconocida, por lo que también se desconoce su límite preciso de Roche, pero si su densidad fuera inferior a 1100 kg / m³, se encontraría en una fracción aún menor de su límite de Roche que en Pan.
Aquellos satélites que tienen un período orbital más corto que el período de rotación de su planeta experimentan una desaceleración de las mareas, causando una espiral muy gradual hacia el planeta. En el futuro lejano, estas lunas impactarán el planeta o penetrarán lo suficientemente profundamente dentro de su límite de Roche para ser desorganizadas en forma de fragmentos. Las lunas así afectadas son Metis y Adrastea en Júpiter, y la mayoría de las lunas interiores de Urano y Neptuno, incluidas Perdita y Larissa, respectivamente. Sin embargo, ninguna de las lunas de Saturno experimenta este efecto porque Saturno es un rotador relativamente muy rápido.

## Características físicas

### Dimensiones
Los satélites interiores son pequeños en comparación con las lunas principales de sus respectivos planetas. Todos son demasiado pequeños para haber alcanzado una forma esferoidal colapsada gravitacionalmente. Muchos son muy alargados, como por ejemplo, Amaltea, que es el doble de largo y ancho. Con mucho, el más grande de los satélites interiores es Proteus, que tiene unos 440 km de diámetro en su dimensión más larga y es casi esférico, pero no lo suficientemente esférico como para considerarse una forma colapsada gravitacionalmente. La mayoría de los satélites interiores conocidos tienen una anchura de 50 a 200 km, mientras que el más pequeño confirmado es el de Daphnis con un tamaño de 6 a 8 km.Los cuerpos no confirmados que orbitan cerca del anillo F de Saturno, como el S / 2004 S 6, pueden ser lunas algo más pequeñas, si no son grupos de polvo transitorios. La nave espacial Cassini ha encontrado recientemente indicaciones (pequeños anillos polvorientos) de que incluso pequeñas lunas pueden estar orbitando en la División Cassini. El tamaño de las lunas interiores más pequeñas que se conocen alrededor de los planetas exteriores aumenta con la distancia al Sol, pero se cree que esta tendencia se debe a condiciones de iluminación y observación cada vez más difíciles en lugar de cualquier tendencia física. Eventualmente se pueden descubrir lunas internas más pequeñas.

### Rotación
Todos los satélites internos están bloqueados en forma de marea, es decir, su órbita está sincronizada con su rotación, de modo que solo muestran una cara hacia su planeta padre. Sus ejes largos están típicamente alineados para apuntar hacia su planeta.

### Superficies
Todos los satélites internos de Júpiter, Urano y Neptuno tienen superficies muy oscuras con un albedo entre 0.06 (Metis) y 0.10 (Adrastea). Los satélites de Saturno, en contraste, tienen superficies muy brillantes, con albedos entre 0.4 y 0.6. Se cree que esto se debe a que sus superficies están cubiertas con partículas de hielo fresco barridas desde el sistema de anillos en el que están en órbita. Los satélites internos alrededor de los otros planetas pueden haberse oscurecido por la intemperie espacial. Ninguno de los satélites interiores conocidos posee una atmósfera.

### Cráter
Los satélites interiores que se han fotografiado muestran superficies con muchos cráteres. La tasa de cráteres para los cuerpos que orbitan cerca de los planetas gigantes es mayor que para las lunas principal y externa debido al enfoque gravitatorio: los cuerpos que orbitan al Sol que pasan a una gran región en las cercanías de un planeta gigante se desvían preferentemente hacia el planeta por su gravedad campo, de modo que la frecuencia de los impactadores potenciales que pasan a través de un área transversal cercana al planeta es mucho mayor que en el espacio interplanetario.Como resultado, se ha estimado que se espera que cuerpos muy pequeños en órbitas internas sean interrumpidos por impactadores externos en una escala de tiempo mucho más corta que la edad del sistema solar. Esto colocaría un límite inferior en el tamaño de las lunas internas que permanecen.

### Acumulación de material de anillo
Al menos dos de las lunas internas de Saturno (Atlas y Prometeo) tienen crestas ecuatoriales. La cresta en Atlas es particularmente prominente. Además, Pandora está cubierta por algún tipo de depósito fino. Se ha sugerido que estas características se deben a la acumulación de material de anillo en estas lunas. Evidencia adicional para tal proceso puede incluir la baja densidad de estos cuerpos (debido, quizás, a la flojedad del material acumulado) y su alto albedo. Se ha visto que Prometheus atrae material difuso del anillo F durante acercamientos periódicos.

## Lista de satélites interiores

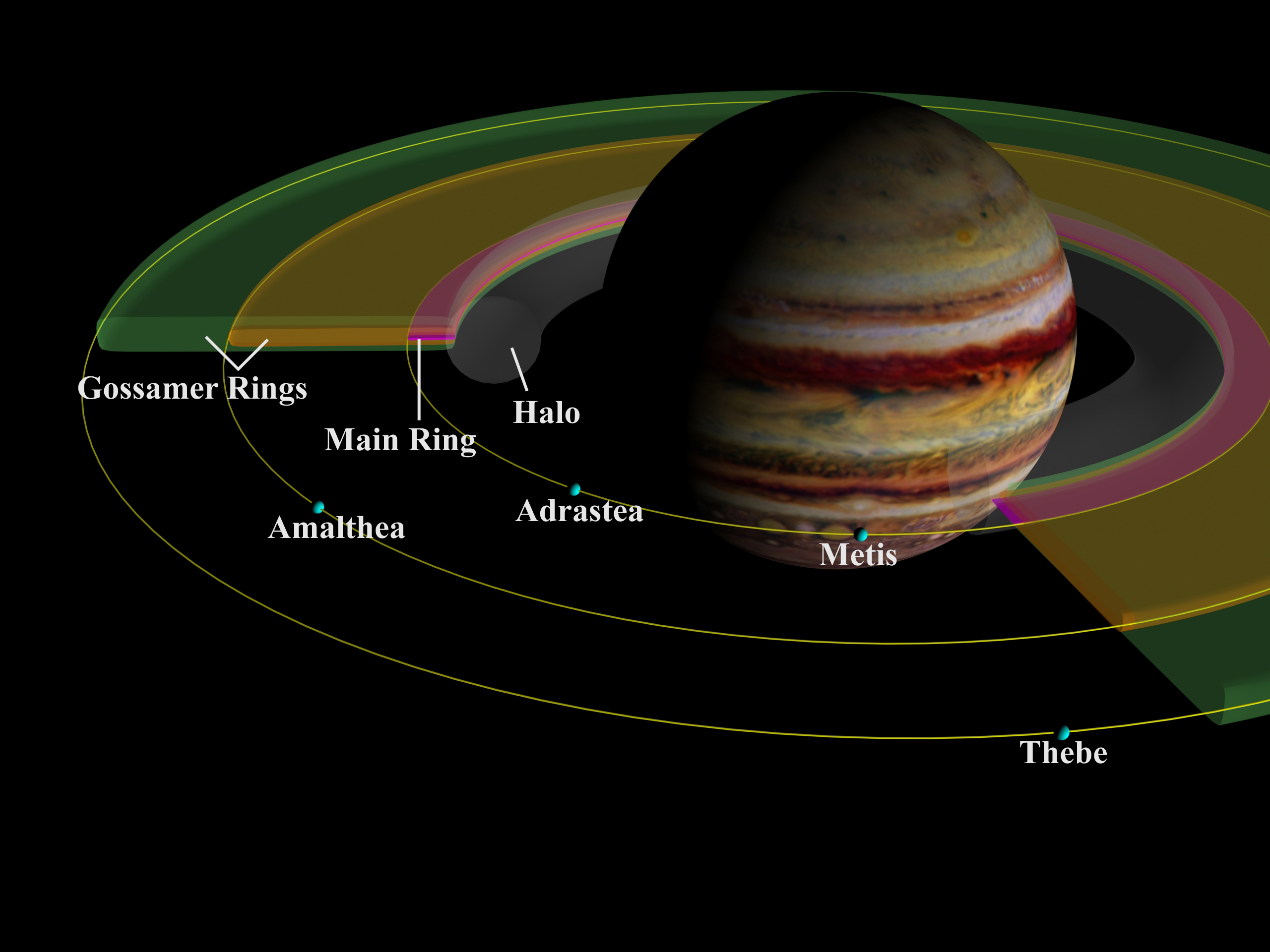
Los anillos y lunas interiores de Júpiter

### Satélites internos de Júpiter
Júpiter tiene el conjunto más pequeño de satélites interiores, incluido sólo los siguientes cuatro:
- Metis
- Adrastea
- Amalthea
- Thebe

### Satélites interiores de Saturno
Los siete satélites interiores de Saturno son estrechamente relacionados con su sistema de anillos, y muchos de ellos orbitan dentro de los anillos, creando huecos o rizos  "pastoreados"  entre ellos.
- Pan  – satélite pastor en la división Encke del anillo A de saturno.
- Dafne – Satélite pastor en la brecha de Keeler del anillo A de saturno
- Atlas @– satélite de pastor del borde exterior del Anillo A de saturno.
- Prometeo y Pandora – satélite pastor interno y externo, respectivamente, del estrecho anillo F de  Saturno.
- Epimeteo Y Jano – Satélites coorbitales que intercambian periódicamente energía orbital entre sí

Un número de objetos localizados como S / 2004 S 3, S / 2004 S 4 y S / 2004 S 6, a veces rodeados por un halo polvoriento, se han visto cerca del anillo F, pero en la actualidad no están aclarados si todos son grupos transitorios o si algunos pueden incluir pequeños objetos sólidos (lunas).

### Satélites interiores de Urano

Esquema del satélite de Urano y del sistema de anillos.

Urano tiene, con mucho, el sistema más extenso de satélites interiores, que contiene trece lunas conocidas:
- Cordelia Y Ophelia – Satélites de pastor internos y externos, respectivamente, para el anillo más brillante de Urano, el anillo estrecho de Epsilon
- Bianca
- Cressida
- Desdemona
- Julieta
- Porcia
- Rosalinda
- Cupido
- Belinda
- Perdita
- Puck
- Mab  @– Asociado con el μ anillo

### Satélites interiores de Neptuno
Neptuno Tiene siete satélites interiores conocidos:
- Nayade
- Talasa
- Despina
- Galatea − satélite de pastor interior del muy estrecho anillo de Adams, que se divide en arcos
- Larisa
- Hipocampo
- Proteo

Se cree que son pilas de escombros reconstruidas a partir de fragmentos de los satélites originales de Neptuno (internos o no). Estos fueron fuertemente perturbados por Triton en el período poco después de la captura de esa luna en una órbita muy excéntrica inicial. Las perturbaciones provocaron colisiones entre los satélites, y la porción de los fragmentos que no se perdieron vuelven a acumularse en los satélites internos actuales después de que la órbita de Tritón se hiciera circular.

## Exploración
La mayoría de los satélites interiores han sido fotografiados por la nave espacial Voyager 1 y Voyager 2. La mayoría solo se han visto en imágenes como píxeles individuales, o se han resuelto en solo unos pocos píxeles de ancho. Sin embargo, se han visto características superficiales bastante detalladas en las siguientes lunas:
| Planeta | Aeronave                          | Aeronave                          | Aeronave       | Aeronave                                |
| Planeta | Voyager 1                         | Voyager 2                         | Galileo        | Cassini                                 |
| Júpiter | Amalthea                          |                                   | Amalthea Thebe |                                         |
| Saturno | Pandora Prometeo Janus Epimetheus | Pandora Prometeo Janus Epimetheus |                | Atlas Pandora Prometeo Janus Epimetheus |
| Urano   |                                   | Puck                              |                |                                         |
| Neptune |                                   | Larissa Proteus                   |                |                                         |